# Wiktor Kuriencow
Wiktor Grigorjewicz Kuriencow (ros. Виктор Григорьевич Куренцов, ur. 5 kwietnia 1941 w Tuchince, zm. 7 kwietnia 2021 w Odincowie) – radziecki sztangista, dwukrotny medalista olimpijski i wielokrotny medalista mistrzostw świata.

## Kariera
Startował w wadze średniej (do 75 kg); podnoszeniem ciężarów zainteresował się podczas służby w wojsku. Pierwszy sukces w karierze osiągnął w 1966 roku, kiedy podczas mistrzostw Europy w Moskwie zdobył złoty medal w wadze średniej. Kilka tygodni później wystartował na igrzyskach olimpijskich w Tokio, gdzie wywalczył srebrny medal. Rozdzielił tam na podium Hansa Zdražilę z Czechosłowacji oraz Japończyka Masushiego Ōuchi. Podczas rozgrywanych cztery lata później igrzysk w Meksyku zdobył złoty medal, ustanawiając jednocześnie nowy rekord olimpijski wynikiem 475 kg. Zdobył jednocześnie tytuł mistrza świata, pokonując Ouchiego i Węgra Károly'ego Bakosa. Kuriencow zdobywał też złote medale na MŚ w Teheranie (1965), MŚ w Berlinie Wschodnim (1966), MŚ w Warszawie (1969) i MŚ w Columbus (1970). Do dziś pozostaje jedynym sztangistą, który zdobył w tej wadze pięć tytułów mistrza świata z rzędu.
Ponadto wywalczył dziewięć medali na mistrzostwach Europy: złote w latach 1964-1966 i 1968-1971, srebrny w 1972 roku i brązowy dwa lata później. Ustanowił 24 rekordy świata (sześć w wyciskaniu, osiem w podrzucie i dziesięć w trójboju). W latach 1964–1974 dziewięć razy był mistrzem ZSRR.
Po zakończeniu kariery sportowej kontynuował służbę w wojsku. Na emeryturę przeszedł w 1990 roku w randze pułkownika. Następnie był radnym miasta Odincowo, pracował także w ambasadzie Rosji we Włoszech.
W 1966 roku został uhonorowany tytułem Zasłużonego Mistrza Sportu ZSRR.